# F. League 2016/17
Die F. League 2016/17 war die zehnte Spielzeit der höchsten japanischen Futsalliga. Die Saison begann im August 2016 und war im Februar 2017 beendet worden. Titelverteidiger war Nagoya Oceans.

## Teilnehmer und ihre Spielstätten
| Franchise           | Stadt     | Spielstätte                          | Gegründet |
| ------------------- | --------- | ------------------------------------ | --------- |
| Deução Kobe         | Kōbe      | Kōbe-Green-Arena                     | 1993      |
| Agleymina Hamamatsu | Hamamatsu | Hamamatsu-Arena                      | 1996      |
| Bardral Urayasu     | Urayasu   | Urayasu-General-Sporthalle           | 1998      |
| Pescadola Machida   | Machida   | Machida-Municipal-Generel-Sporthalle | 1998      |
| Fuchu Athletic FC   | Fuchū     | Fuchū-Sportcenter                    | 2000      |
| Fugador Sumida      | Sumida    | Sumida-City-Sporthalle               | 2001      |
| Shriker Osaka       | Osaka     | Osaka-Municipal-Central-Sporthalle   | 2002      |
| Vasagey Oita        | Ōita      | Ouzu-Spotpark                        | 2003      |
| Nagoya Oceans       | Nagoya    | Taiyo-Yakuhin-Ocean-Arena            | 2006      |
| Shonan Bellmare     | Hiratsuka | Odawara-Arena                        | 2007      |
| Espolada Hokkaido   | Sapporo   | Hokkaido-Präfektur-Sportzentrum      | 2008      |
| Voscuore Sendai     | Sendai    | Sendai-Sporthalle                    | 2012      |

## Tabelle
| Pl. | Verein              | Sp. | S  | U | N  | Tore    | Diff. | Punkte |
| --- | ------------------- | --- | -- | - | -- | ------- | ----- | ------ |
| 1.  | Shriker Osaka       | 33  | 27 | 2 | 4  | 186:930 | +93   | 83     |
| 2.  | Nagoya Oceans (M)   | 33  | 22 | 7 | 4  | 119:660 | +53   | 73     |
| 3.  | Pescadola Machida   | 33  | 21 | 2 | 10 | 120:910 | +29   | 65     |
| 4.  | Fugador Sumida      | 33  | 20 | 4 | 9  | 116:830 | +33   | 64     |
| 5.  | Fuchu Athletic FC   | 33  | 17 | 6 | 10 | 091:830 | +8    | 57     |
| 6.  | Bardral Urayasu     | 33  | 14 | 6 | 13 | 103:106 | −3    | 48     |
| 7.  | Deução Kobe         | 33  | 12 | 6 | 15 | 102:119 | −17   | 42     |
| 8.  | Vasagey Oita        | 33  | 10 | 4 | 19 | 095:104 | −9    | 34     |
| 9.  | Espolada Hokkaido   | 33  | 10 | 4 | 19 | 083:110 | −27   | 34     |
| 10. | Shonan Bellmare     | 33  | 8  | 5 | 20 | 089:104 | −15   | 29     |
| 11. | Agleymina Hamamatsu | 33  | 7  | 5 | 21 | 060:121 | −61   | 26     |
| 12. | Voscuore Sendai     | 33  | 3  | 3 | 27 | 062:146 | −84   | 12     |

| Zum 33. Spieltag:                      |                                    |
| Teilnahme an den Meisterschaftsspielen |                                    |
|                                        |                                    |
| Zum Saisonende 2016:                   |                                    |
| (M)                                    | Amtierender Meister: Nagoya Oceans |
|                                        |                                    |

## Meisterschaftsspiele
In der Meisterschaftsrunde spielten die 2. bis 5. Platzierten gegeneinander. Der Gewinner der Spiele spielte im Finale gegen den 1. Platzierten. Der Gewinner des Finales wurde F. League Meister.
Viertelfinale
|               | Ergebnis |                   |
| ------------- | -------- | ----------------- |
| Nagoya Oceans | 2:2      | Fuchu Athletic FC |

Anmerkung: Nagoya kam weiter, da sie die Heimmannschaft waren.
|                   | Ergebnis |                |
| ----------------- | -------- | -------------- |
| Pescadola Machida | 7:2      | Fugador Sumida |

Halbfinale
|               | Ergebnis |                   |
| ------------- | -------- | ----------------- |
| Nagoya Oceans | 0:3      | Pescadola Machida |

Finale
|               | Gesamt |                   | Hinspiel | Rückspiel |
| ------------- | ------ | ----------------- | -------- | --------- |
| Shriker Osaka | 5:5    | Pescadola Machida | 2:3      | 3:2       |

Anmerkung: Shriker Osaka wurde neuer Meister.